# Panther 6
Der Panther 6 war ein Straßensportwagen des britischen Automobilherstellers Panther, der ab 1977 in zwei Exemplaren hergestellt wurde.

## Entwicklungsgeschichte
Der Panther 6 wurde 1976 von Robert Jankel, dem Inhaber des Unternehmens, weitgehend selbst konstruiert. Es handelte sich um ein zweisitziges Cabriolet, das als auffälligste Besonderheit über sechs Räder verfügte. Der Wagen hatte zwei gelenkte Vorderachsen, an denen sich vier kleine Reifen im Format 205/40 VR13 befanden, und eine Hinterachse mit zwei deutlich größeren Reifen. Das Fahrzeug griff insoweit das Konstruktionskonzept des Tyrrell P34 auf, der ab 1976 mit einigem Aufsehen in der Formel-1-Weltmeisterschaft antrat, und setzte es im Bereich von Straßenfahrzeugen um.
Der Radstand von der zweiten Vorderachse bis zur Hinterachse beträgt 2667 mm. Das Fahrzeug ist 4877 mm lang, 2032 mm breit und 1219 mm hoch. Das Leergewicht ist mit 1302 kg angegeben.
Das Fahrzeug wurde von einem 8,2 Liter großen, über der Hinterachse eingebauten Achtzylinder-Motor angetrieben, der von Cadillac bezogen und hier mit zwei Turboladern versehen wurde. Das Werk gab die Leistung des Motors mit 600 PS an; die Höchstgeschwindigkeit sollte 200 Meilen pro Stunde (etwa 320 km/h) betragen. Als Kraftübertragung diente ein automatisches Dreiganggetriebe von General Motors.
Weitere auffällige Gestaltungsmerkmale waren eine in Wagenfarbe lackierte vordere Stoßstange mit breiten eingelassenen Leuchteinheiten. Die Hauptscheinwerfer waren herausklappbar. Der Wagen hatte eine groß dimensionierte Panoramascheibe und versenkte Scheibenwischer. Im Innenraum waren zwei Telefone in den Türen installiert, und im Armaturenbrett befand sich ein Fernsehgerät.

## Die einzelnen Fahrzeuge
Insgesamt entstanden innerhalb von acht Jahren zwei Exemplare des Panther 6. Beide wurden im Laufe der Jahre mehrfach unterschiedlich lackiert.
Das erste Fahrzeug war ein schwarz lackierter Rechtslenker. Es hatte eine durchgehende Sitzbank mit drei Sitzplätzen und verfügte über eine Lenkradschaltung. Der Panther 6 wurde 1977 auf der London Motor Show in Earls Court der Öffentlichkeit vorgestellt und sorgte dort für großes Aufsehen. Sein Kaufpreis wurde mit 39.950 £ angegeben. Das Auto wurde nach der Ausstellung verkauft und wechselte mehrfach den Besitzer. Es stand Anfang der 1980er Jahre für einige Zeit in Paris und wurde von seinem Besitzer dort auch öffentlich gezeigt. 2017 tauchte das Fahrzeug auf einer Autoshow in Saudi-Arabien mit metallikblaugrüner Effektlackierung wieder auf.
Das zweite Fahrzeug war ein Linkslenker mit zwei einzelnen Sitzen und einer Mittelschaltung. Panther begann 1978 mit dem Aufbau des zweiten Wagens; das Unternehmen geriet allerdings bald in wirtschaftliche Schwierigkeiten und konnte das Auto zunächst nicht fertigstellen. Der zweite 6 wurde erst vollendet, als sich Panther bereits in der Insolvenzverwaltung befand. Es diente in erster Linie dazu, durch den Verkauf des Wagens weitere Finanzmittel für das Unternehmen zu erschließen. Der Wagen wurde 1985 für 150.000 £ verkauft. Er wechselte mehrfach den Besitzer und stand 2010, nunmehr in weiß und schwarz lackiert, in Großbritannien zum Verkauf.

## Bedeutung des Automobils
Der Panther 6 war in erster Linie entworfen und gebaut worden, um die Aufmerksamkeit der Öffentlichkeit auf das Unternehmen zu lenken. Ob eine Serienproduktion geplant war, ist zweifelhaft. Ein wesentliches Problem auf dem Weg dorthin waren die kleinen Vorderreifen, die Pirelli exklusiv für dieses Fahrzeug hergestellt hatte und deren Produktion mit sehr hohen Kosten verbunden gewesen wäre.
Die Presse nahm den Panther 6 teils mit Bewunderung, teils mit Spott auf und fragte gelegentlich nach dem Nutzen. Die australische Zeitung Fast Lane beispielsweise fragte in Anlehnung an eine Zeile aus dem Lied The Twist von Chubby Checker:

“Is it a bird? Is it a plane? Is it a joke?”

„Ist es ein Vogel? Ist es ein Flugzeug? Ist es ein Witz?“

Das italienische Unternehmen Covini Engineering entwickelte mit dem Covini C6W im Jahr 2005 ein ähnlich konzipiertes Auto.